# 高橋村 (熊本県)
高橋村（たかはしむら）は、熊本県の北部、飽託郡にかつてあった村である。

## 地理
- 河川：井芹川、坪井川

## 歴史
1944年までは同村域に高橋町が存在した。
- 1950年5月1日 - 三和町から分割し高橋村発足。
- 1953年7月1日 - 熊本市に編入。

## 学校
- 高橋村立高橋小学校
- 飽託郡高橋村・城山村・池上村三和中学校組合立三和中学校